# Православно-реформатский диалог
Богословский диалог между православными церквами и Всемирным альянсом реформатских церквей (православно-реформатский диалог) – богословские дискуссии между сообществом автокефальных православных церквей и Всемирным альянсом реформатских церквей с целью определения достаточности оснований для движения к евхаристическому единству. Официальный всеправославно-реформатский (кальвинистский) диалог начался в 1988 году и в 2007 году был приостановлен. Основными темами православно-реформатского диалога стали: Священное Предание, евхаристия, духовные ценности и социальное служение.

## Предыстория
Православие и реформатство имеют большое число различных взглядов на вопросы в вероучении, среди которых наиболее спорными являются: отношение к почитанию икон и святых, а также вопрос предопределения. С исторической точки зрения единственным местом совместного проживания православных и кальвинистов была Трансильвания, где проживали православные румыны и венгры, принявшие учение Кальвина в ходе Реформации. Православно-реформатские контакты в Трансильвании имели как негативные (навязывание протестантизма румынскому населению венгерским правящим классом), так и позитивные (перевод православным митрополитом Симеоном (Штефаном), вдохновлённого реформатским опытом, Нового Завета на румынский язык) результаты. 

## Богословские собеседования «Дебрецен»
В 1972 году по инициативе Дебреценской Богословской Академии и президента Генерального Синода Реформатской церкви Венгрии Тибора Барты в Дебрецене (Венгрия) прошла встреча (Дебрецен — I) реформатских и православных богословов. Вторая православно-реформатская встреча (Дебрецен — II) состоялась в 1976 году в Ленинградской духовной академии по приглашению митрополита Ленинградского и Новгородского РПЦ Никодима (Ротова). В ходе данной встречи стороны отметили совпадение точек зрения по многим богословским вопросам. В 1979 году в столице Венгрии Будапеште состоялось третье заседание (Дебрецен — III) в котором приняли участие представители Болгарской, Польской, Румынской, Русской, Чехословацкой и Финляндской православных церквей и представители реформатских церквей Венгрии, Румынии, ФРГ, СССР, Канады, Чехословакии и Швейцарии. Основной темой богословских дискуссий стало «Взаимодополняемость духовных ценностей и социальной ответственности согласно Халкидонскому догмату». Четвёртая встреча (Дебрецен — IV) прошла в июне 1983 года в Одессе. Предстоятель принимающей стороны — Русской православной церкви, патриарх Пимен обобщая результаты богословских собеседований «Дебрецен» отметил: «за истёкшие годы, благодаря совместным усилиям представителей Православия и Реформатства, был приобретён определённый опыт в изучении ряда тем, относящихся к таким важным церковным предметам, как Священное Предание, Святая Евхаристия, христианское служение на благо общества, взаимодополняемость духовных ценностей  и социальное служение».

## Официальный богословский диалог
В 1976 году первое православное предсоборное совещание приняло решение о создании православной комиссии для участия в диалоге с Всемирным альянсом реформатских церквей. С 1979 года по 1983 год прошли предварительные встречи реформатских и православных богословов (в Стамбуле (1979 год) и Женеве (1981, 1983 годы)). В 1986 году была образована Смешанная комиссия по богословскому православно-реформатскому диалогу. Первой темой богословских дискуссий была избрана «Доктрина Святой Троицы на основе Никео-Цареградского Символа веры». Первое заседание Смешанной комиссии прошло в 1988 году в Лойенберге (близ Базеля, Швейцария). Вторая встреча православных и реформатских богословов в ходе официального диалога состоялась в 1990 году в Минске (СССР). Основным вопросом первых двух заседаний стала тема Святой Троицы. На третьем заседании в 1992 году в Каппеле (Швейцария) было подписано первое совместное заявление в ходе данного диалога. В совместной декларации православных и реформатских богословов был отмечен факт доктринального консенсуса между Востоком и Западом, «которого доселе не было». На четвертом заседании в Лимассоле (Кипр) в 1992 году стороны подписали второе совместное заявление по теме христологии. В ходе христологических дискуссий был поднят проблемный вопрос о почитании икон. В совместном заявлении стороны отметили, что вопрос отношения к иконам стоит обсудить в ходе дальнейших встреч. На пятом заседании в 1996 году в Абердине (Великобритания) стороны начали обсуждение экклезиологических проблем. На шестом заседании в греческом Закинтосе в 1998 году данные обсуждения были продолжены и завершились подписанием очередного совместного заявления «Тайна, природа, единство Церкви и членство в ней». Седьмая встреча в 2000 году в Питтсбурге (США) положила начало обсуждению сакраментологических тем: таинства крещения и миропомазания (конфирмации). В 2003 году в монастыре Брынковяну (Сымбэта-де-Сус) (близ Сибиу, Румыния) на восьмой встрече стороны подписали совместный документ под названием «Святость Церкви». В 2005 году в Ливане состоялось девятое заседание Смешанной богословской комиссии на тему «Кафоличность и миссия Церкви». Десятое заседание православно-реформатского диалога прошло в греческом Волосе в 2007 году, и было сосредоточено на эсхатологических темах: Второе пришествие, воскресение мёртвых, Страшный суд.